# La Muntanya Rodona
La Muntanya Rodona és una urbanització del municipi de Subirats (Alt Penedès) situada prop de la carretera N-340, als peus de la serra de Cresta Bocs, entre el Pago i Cantallops. Té una població de 106 habitants (2023). El nom li ve donat pel monticle sobre el que està ubicada, de forma arrodonida.
A la rodalia hi ha les restes del Maset del Curt, masia construida el 1550 per Joan Massana, així com les del Maset de la Massana, bastida l'any 1648 per Antoni Massana, descendent de Joan Massana.